# Xenomyia patersoni
Xenomyia patersoni är en tvåvingeart som beskrevs av Zielke 1970. Xenomyia patersoni ingår i släktet Xenomyia och familjen husflugor. Inga underarter finns listade i Catalogue of Life.